# Eugenia Belkine
Eugenia Belkine-Porath (hebr. ז'ניה בלקין) (ur. 9 sierpnia 1909 w Łodzi, zm. 1998 w Hajfie w Izraelu) – izraelska malarka pochodząca z Polski.

## Życiorys
Urodziła się jako Genia Belkin w Łodzi, w 1926 wyemigrowała do Palestyny. Studiowała sztukę u Jakoba Steinhardta i Mordechaja Ardona, w latach 50. XX wieku studiowała sztukę w Paryżu. Do 1969 mieszkała w Jerozolimie, gdzie pracowała jako nauczycielka plastyki i historii sztuki w seminarium Beit Hakerem. Następnie przeniosła się do Hajfy, zamieszkała wówczas w kampusie artystów w Safed. Przebywała kilka lat w Stanach Zjednoczonych, skąd w 1982 powróciła na stałe do Hajfy. Większość prac Eugenii Belkine to pejzaże i martwe natury, które tworzyła inspirując się ekspresjonizmem znanym z École de Paris. 